# کاوناس
کاوناس (به لیتوانیایی: Kaunas) دومین شهر بزرگ لیتوانی و پایتخت موقت سابق این کشور است.
این شهر بین دو رودخانه نریس و نمان قرار دارد.

## نگارخانه

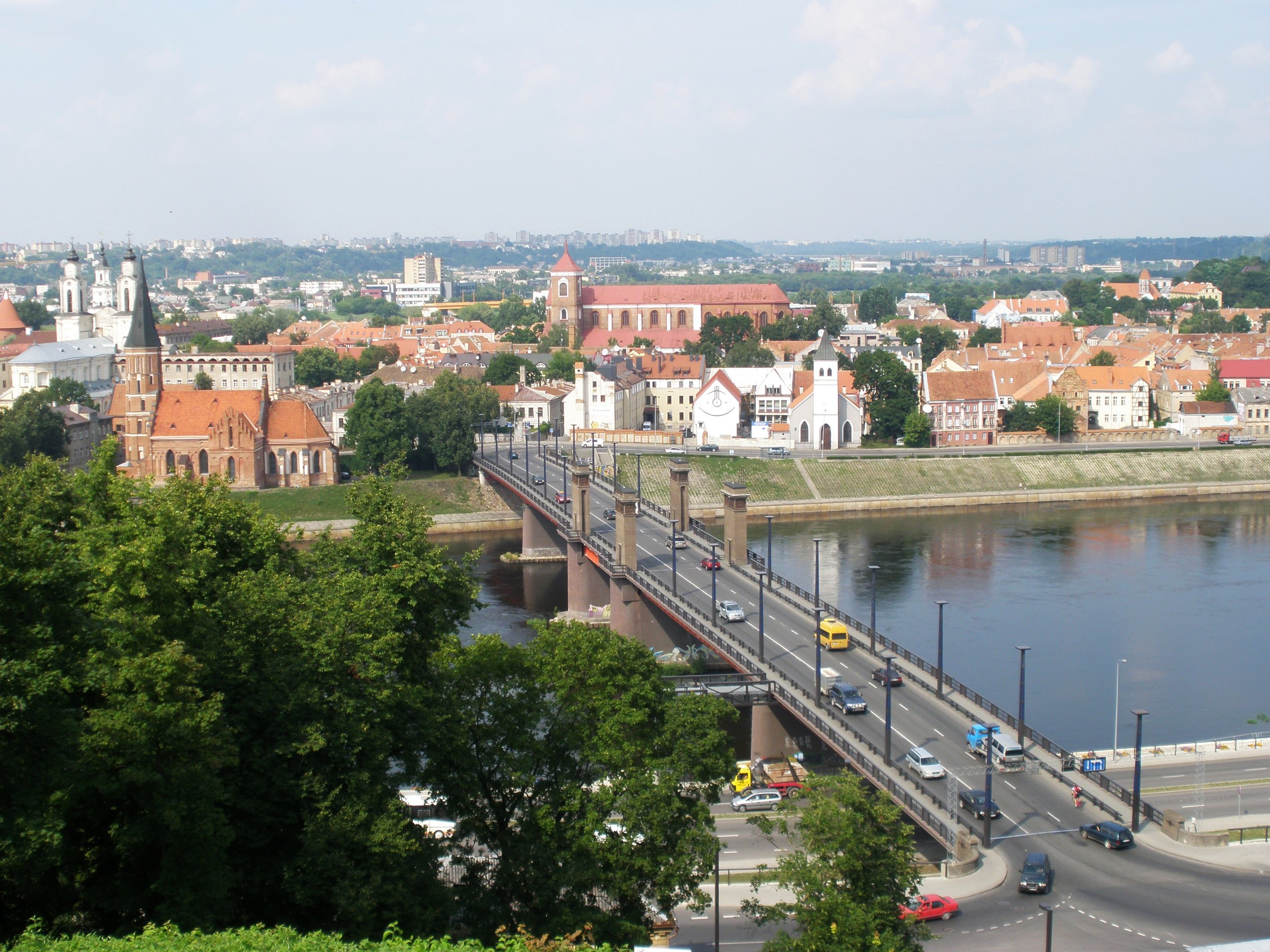